# Eishockey-Bundesliga (Österreich) 1989/90
Die Saison 1989/90 der Österreichischen Eishockey-Liga wurde mit acht Mannschaften ausgetragen. Meister wurde zum vierten Mal in der Vereinsgeschichte die VEU Feldkirch.

## Teilnehmerfeld und Modus
Nach der Vorsaison wurde das Teilnehmerfeld von sechs auf acht Mannschaften ausgeweitet. Mit dem KSV Eishockeyklub und dem ATSE Graz stiegen sowohl der Meister als auch der Vizemeister der Nationalliga in die höchste Leistungsstufe auf. Der ATSE Graz wurde im April 1990 mit dem in die Nationalliga aufgestiegenen UEC Graz zum EC Graz fusioniert. Dabei wurde beschlossen den Zusatz ATSE nur mehr in der folgenden Saison zu verwenden.
Die acht Vereine spielten im Grunddurchgang jeweils vier Mal gegeneinander. Anschließend wurde ein Play-off ausgetragen, bei dem der 1. gegen den 8., der 2. gegen den 7., der 3. gegen den 6. und der 4. gegen den 5. des Grunddurchganges in einer best-of-five Serie spielte. Die Gewinner dieser Begegnungen spielten im Halbfinale (ebenfalls best of five) um die Finalteilnahme, die Verlierer spielten im unteren Play-off eine Best-of-Three-Serie, deren Verlierer wiederum eine Best-of-Three-Serie gegen den Abstieg in die Nationalliga spielten.

## Grunddurchgang
| Pl. |                       | Sp | S  | U | N  | Tore    | Torv. | Punkte |
| 1.  | VEU Feldkirch         | 28 | 22 | 1 | 5  | 164:96  | +68   | 45     |
| 2.  | Innsbrucker EV        | 28 | 16 | 3 | 9  | 139:105 | +34   | 35     |
| 3.  | EC VSV                | 28 | 14 | 2 | 12 | 124:104 | +20   | 30     |
| 4.  | EC KAC                | 28 | 13 | 3 | 12 | 117:110 | +7    | 29     |
| 5.  | EC Graz ATSE          | 28 | 13 | 2 | 13 | 134:121 | +13   | 28     |
| 6.  | Wiener Eislauf-Verein | 28 | 10 | 1 | 17 | 106:144 | −38   | 21     |
| 7.  | EHC Lustenau          | 28 | 8  | 3 | 17 | 91:136  | −45   | 19     |
| 8.  | Kapfenberger SV       | 28 | 8  | 1 | 19 | 116:175 | −59   | 17     |

## Playoffs

### Viertelfinale
| Serie                                   | Endstand | Spiel 1 | Spiel 2 | Spiel 3   | Spiel 4 | Spiel 5 |
| --------------------------------------- | -------- | ------- | ------- | --------- | ------- | ------- |
| VEU Feldkirch (1) – Kapfenberger SV (8) | 3:0      | 14:6    | 10:6    | 7:6       | –       | –       |
| Innsbrucker EV (2) – EHC Lustenau (7)   | 3:0      | 6:4     | 5:0     | 5:1       | –       | –       |
| EC VSV (3) – Wiener EV (6)              | 3:0      | 5:2     | 7:2     | 6:4       | –       | –       |
| EC KAC (4) – EC Graz ATSE (5)           | 3:2      | 6:3     | 0:6     | 2:1 n. V. | 4:5     | 12:7    |

### Halbfinale
| Serie                           | Endstand | Spiel 1   | Spiel 2   | Spiel 3   | Spiel 4 | Spiel 5 |
| ------------------------------- | -------- | --------- | --------- | --------- | ------- | ------- |
| VEU Feldkirch (1) – EC KAC (4)  | 3:1      | 4:1       | 3:4 n. V. | 3:2 n. V. | 5:3     | –       |
| Innsbrucker EV (2) – EC VSV (3) | 1:3      | 3:2 n. P. | 2:3       | 2:5       | 0:4     | –       |

### Finale
| Serie                         | Endstand | Spiel 1 | Spiel 2 | Spiel 3 | Spiel 4   | Spiel 5 |
| ----------------------------- | -------- | ------- | ------- | ------- | --------- | ------- |
| VEU Feldkirch (1) – EC VSV(3) | 3:1      | 4:1     | 2:6     | 8:6     | 5:4 n. V. | –       |

### Unteres Play-Off
| Serie                                  | Endstand | Spiel 1 | Spiel 2   | Spiel 3 |
| -------------------------------------- | -------- | ------- | --------- | ------- |
| EC Graz ATSE (5) – Kapfenberger SV (8) | 2:1      | 6:5     | 2:7       | 6:2     |
| Wiener EV (6) – EHC Lustenau (7)       | 2:1      | 5:8     | 6:5 n. V. | 5:3     |

### Spiel gegen den Abstieg
| Serie                                  | Endstand | Spiel 1 | Spiel 2 |
| -------------------------------------- | -------- | ------- | ------- |
| EHC Lustenau (7) – Kapfenberger SV (8) | 0:2      | 1:4     | 4:7     |

## Kader des österreichischen Meisters
| Österreichischer Meister Saison 1989/90 | Torhüter: Arnulf Zimmermann Verteidiger: Karl Heinzle, Michael Shea, Michael Sparr, Wolfgang Strauss Angreifer: Franz Fussi, Fritz Ganster, Kelvin Greenbank, Richard Grenier, Fedor Kanareykin, Arno Maier, Rick Nasheim, Gerhard Puschnik Trainerteam: |

## Topscorer
| Rang | Spieler          | Team | GP | G  | A  | PTS |
| ---- | ---------------- | ---- | -- | -- | -- | --- |
| 1    | Rick Nasheim     | VEU  | 39 | 56 | 61 | 117 |
| 2    | Gerhard Puschnik | VEU  | 39 | 36 | 62 | 98  |
| 3    | Kevin LaVallée   | EVI  | 33 | 43 | 42 | 85  |
| 4    | Peter Znenahlik  | Graz | 36 | 27 | 58 | 85  |
| 5    | Wayne Groulx     | Graz | 36 | 42 | 41 | 83  |
| 6    | Steve Tambellini | VSV  | 38 | 44 | 37 | 81  |
| 7    | Bill Gardner     | KSV  | 35 | 34 | 47 | 81  |
| 8    | Ken Strong       | VSV  | 37 | 32 | 45 | 77  |
| 9    | Greg Holst       | EVI  | 33 | 36 | 36 | 72  |
| 10   | Edward Lebler    | VSV  | 39 | 36 | 36 | 72  |